# نخستین آلبوم
نخستین آلبوم (به انگلیسی: The 1st Album) نام اولین آلبوم گروه مدرن تاکینگ است که در سال ۱۹۸۵ در آلمان منتشر شد. این آلبوم حاوی دو آهنگ معروف «تو قلب منی، تو روح منی» و «اگر بخواهی، می‌توانی پیروز شوی» است که آهنگ نخست در بسیاری از کشورها مانند آلمان، سوئیس و اتریش، مدت‌ها در رتبه نخست و در کشورهای فرانسه، نروژ و سوئد جزو ۵ آهنگ نخست جداول بود. بیش از ۲۵۰هزار نسخه از هر کدام از این دو آهنگ در کشور آلمان به فروش رسید.

## لیست آهنگ‌ها
تو قلب منی، تو روح منی
اگر بخواهی، می‌توانی پیروز شوی
There «s Too Much Blue In Missing You
Diamonds Never Made a Lady
The Night Is Yours - The Night Is Mine
Do You Wanna
Lucky Guy 
One In a Million
Bells of Paris

## سازنده‌ها
خواننده: توماس آندرس
آهنگ‌ساز و شاعر: دیتر بوهلن

## رتبه در جداول
| کشور  | بهترین رتبه |
| ----- | ----------- |
| آلمان | ۱           |
| سوئد  | ۱۲          |
| نروژ  | ۵           |
| سوئیس | ۲           |
| اتریش | ۲           |
| هلند  | ۹           |